# Oskar von Nell
Oskar von Nell (* 29. März 1861 in Trier; † 14. Juni 1923 in Bonn) war ein preußischer Verwaltungsbeamter und Landrat der Kreise Geldern und Bonn.

## Leben
Der katholische Oskar von Nell entstammte dem Adelsgeschlecht Nell und war ein Sohn des Rittergutsbesitzers Johann Peter von Nell (1818–1895) und dessen Ehefrau Anna Franziska Fanny, geborene Kochs (1838–1895). Nach dem Besuch des Friedrich-Wilhelms-Gymnasiums in Trier und der abgelegten Reifeprüfung im Jahr 1879, absolvierte er bis 1882 ein Studium der Rechtswissenschaften in Straßburg und Berlin. Am 26. Mai 1882 legte er in Colmar die Erste Juristische Prüfung ab und am 22. Juni 1882 wurde er zum Gerichtsreferendar ernannt. Nach der am 27. Juni 1882 erfolgten Vereidigung begann er seinen Vorbereitungsdienst beim Landgericht Trier und beim Oberlandesgericht Köln. Im Anschluss diente er vom 1. Oktober 1882 bis zum 30. September 1883 als Einjährig-Freiwilliger beim 1. Garde-Dragoner-Regiment in Berlin.
Nachdem er am 15. Dezember 1887 die Große juristische Prüfung abgelegt hatte, wurde er Gerichtsassessor mit Beschäftigung bei den Amtsgerichten Trier und Alfeld. Nach der Entlassung aus dem Justizdienst am 11. Juli 1888, trat er in die allgemeine Staatsverwaltung ein. Am 17. Juli 1888 wurde er Regierungsassessor bei der Regierung Koblenz, wo er am 15. August 1888 Mitglied des Bezirksausschusses wurde. Mittels Reskript vom 11. Oktober 1890 wurde er zum kommissarischen Landrat des Kreises Geldern ernannt, die Amtsübernahme erfolgte am 15. November 1890, die definitive Ernennung am 16. September 1891. Am 2. Januar 1913 wurde er zum kommissarischen und am 1. August 1913 zum definitiven Landrat des Kreises Bonn ernannt. Zu Beginn des Jahres 1923 wurde er beurlaubt und im Juni 1923 verstarb er während des Dienstes in Bonn. Seine letzte Ruhestätte fand er in seiner Heimatstadt Trier.

## Familie
Oskar von Nell heiratete am 28. September 1899 in Freiburg im Breisgau Elisabeth Maria Else Freiin von Villiez (* 8. Juni 1877 in Halberstadt; † 14. August 1929 in Trier), Tochter des preußischen Majors a. D. Philipp Karl Theodor Freiherr von Villiez und dessen Ehefrau Klementine Karoline Margareta, geborene Meyer.